# Zino Davidoff
Zino Davidoff (Nóvgorod-Síverski, Rusia, 11 de marzo de 1906 - Ginebra, Suiza, 14 de enero de 1994) fue un comerciante de cigarros suizo de origen ruso. Se considera que introdujo el hábito de fumar en el ámbito del lujo y de la distinción, y consiguió que la marca Davidoff se consolidase en el mundo de los puros de calidad como un referente.

## La tienda de su padre
Zino Davidoff, nació en 1906 en Rusia en el seno de una modesta familia de comerciantes judíos. En 1911, a la edad de cinco años, emigró a Suiza con sus padres y sus cuatro hermanos como refugiados que huían de los pogromos contra los judíos de Ucrania.
Su padre era especialista en tabaco oriental, lo que en aquella época se llamaba un “harmanji” (un mezclador de tabaco oriental).
La familia Davidoff abrió una tabaquería en el bulevar de los Filósofos de Ginebra, que rápidamente se convirtió en el punto de reunión de los numerosos exiliados rusos, por entonces hostiles al zar. Uno de ellos se llamaba Vladimir Illich Oulianov, posteriormente conocido como Lenin. Muy pronto, Henri Davidoff introdujo a su hijo en los secretos del tabaco y sus refinadas mezclas.
En 1925, Zino Davidoff viajó a Argentina, luego a Brasil y por último a La Habana. Allí permaneció cinco años y aprendió a fabricar puros.

## Un precursor
Al regresar a Ginebra en 1929, sugirió a su padre que crearan una sección de puros habanos con nuevas mezclas. Inventó el humidificador de oficina con aire acondicionado, que permitía a sus clientes guardar sus puros. En su momento, el sótano climatizado, precursor de las actuales cámaras humidificadas, constituyó una innovación sin precedentes en Europa.
En las décadas siguientes, el estanco de Zino Davidoff se hizo un nombre, principalmente como importador de puros cubanos. Ginebra se convirtió en la dirección más prestigiosa del mundo para los verdaderos amantes de los puros habanos. Durante la Segunda Guerra Mundial, Davidoff se convirtió en el único comerciante capaz de suministrar puros habanos.
En 1946 tuvo la siguiente idea:

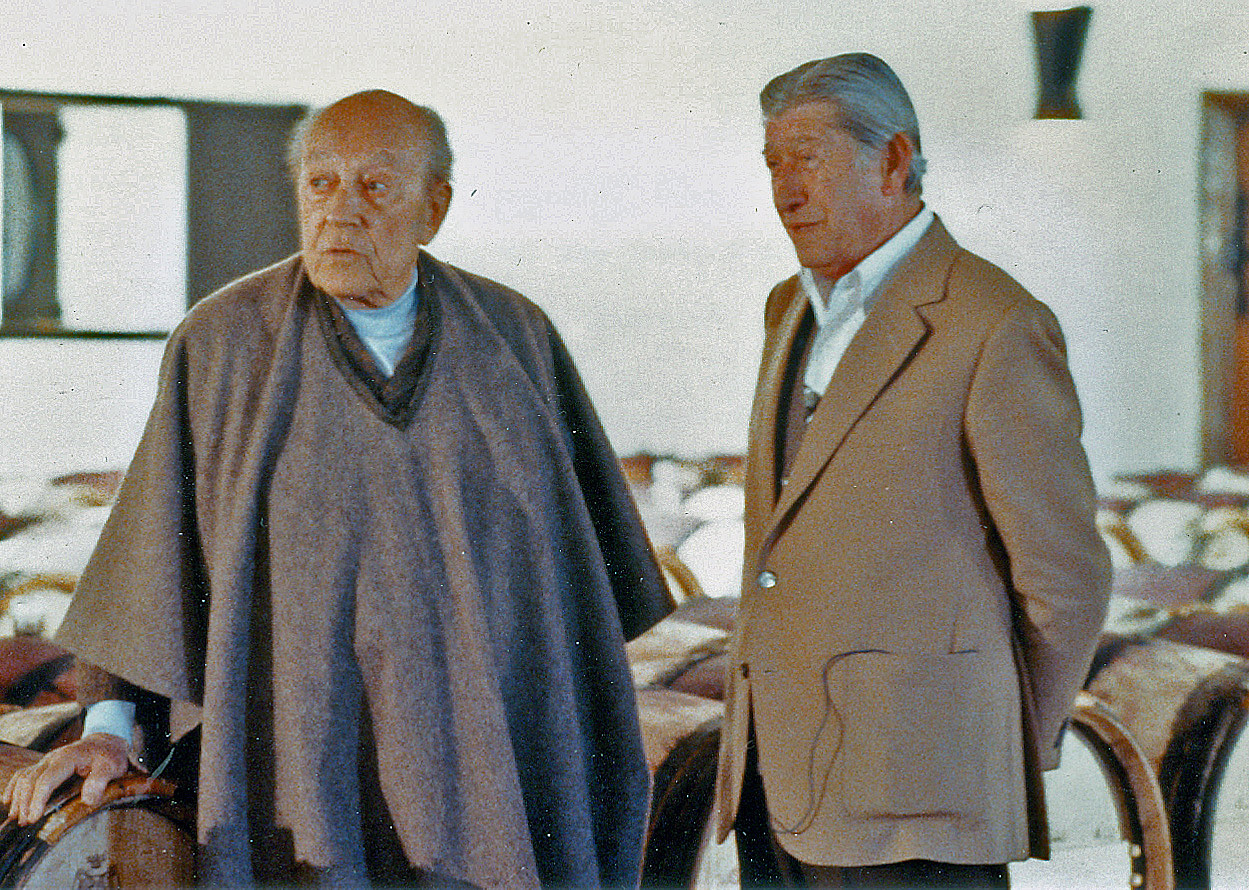
El barón Philippe de Rothschild en el sótano de su castillo con Zino Davidoff (1984)

Los fabricantes de cigarros cubanos llegaron a Ginebra, vinieron a verme y me preguntaron qué se debía hacer para reactivar el mercado cubano y el lanzamiento de los productos cubanos en Europa. Fuimos a almorzar a un restaurante francés en Ginebra, en los muelles. Y mirando la carta de vinos, veo nombres prestigiosos: Château Margaux, Château Latour, Château Haut-Brion, y estos nombres tuvieron tal resonancia en mi cerebro que me dije yo mismo ¿y si hiciéramos las grandes añadas de La Habana? Mi interlocutor me dijo que estaba loco. Tienes un nombre ruso, estará firmado DAVIDOFF, y estos nombres son nombres franceses, yo soy un fabricante español y todo esto vendrá de Cuba. Le dije que esto formaría parte de la Liga de Naciones. Y él me respondió: si tú asumes el riesgo, vamos adelante.
En 1967, Fidel Castro le dio permiso para crear su propia línea de puros bajo el nombre de "Davidoff". El éxito fue inmediato, y la marca se convirtió en un sinónimo de puros de calidad, y se hizo famosa en todo el mundo.

## La venta de su tienda
En 1970, Zino Davidoff decidió asegurar el futuro de su tienda de Ginebra y la vendió a Ernst Schneider, presidente del grupo Oettinger de Basilea, por 4 millones de francos suizos. Posteriormente, se fundó el Grupo Zino Davidoff en 1980 por parte de Zino Davidoff y de su socio Ernst Schneider, presidente hasta 2006 de la junta directiva de Oettinger IMEX AG. El primer perfume Davidoff se lanzó en 1984 con gran éxito.

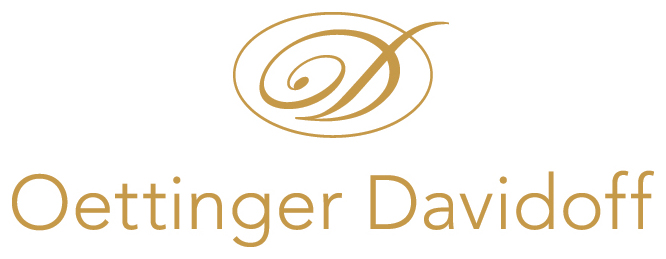
Logotipo de la firma Davidoff tras su adquisición por el Grupo Oettinger

Más adelante, la empresa propietaria de la marca Davidoff diversificó su nombre bajo licencia: relojes, artículos de cuero, útiles de escritura, accesorios de moda para hombre y mujer, perfumes, gafas, café y coñac. En 2002, el grupo Oettinger-Davidoff facturó más de 2.600 millones de francos suizos y empleaba a más de 2.000 personas en todo el mundo, entre ellas unas 650 en Suiza.
A principios de la década de 1990, la empresa Davidoff abandonó Cuba tras problemas de calidad y disputas comerciales, e instaló sus plantaciones y talleres en la vecina isla de Santo Domingo.

## El rey del cigarro

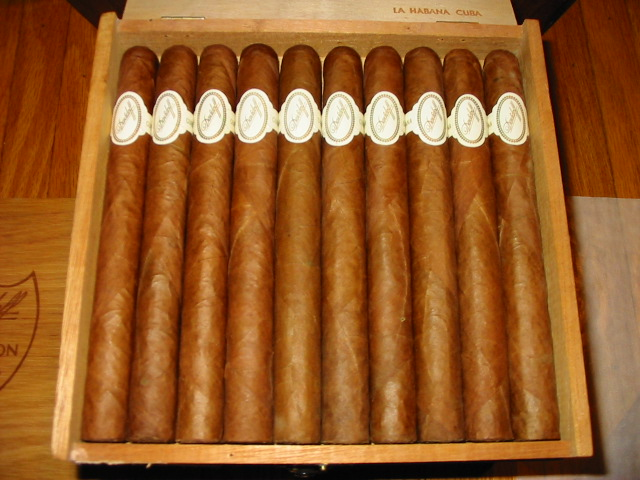
Caja de cigarros puros Davidoff

Zino Davidoff tuvo clientes famosos en todo el mundo, como Orson Welles. En la película de François Reichenbach L'Art de fumer le cigare par Zino Davidoff, el famoso escritor Frédéric Dard decía de él:
Zino es un tipo maravilloso. Primero, tiene la cara suntuosa de un caballero andante y luego sentimos que hay en él algo travieso. Tiene una visión profunda de las cosas, esa especie de láser que se te clava y que te hace saber muy bien que no vale la pena contarle algo porque ya lo ha averiguado. Sabe hacia dónde se dirige con sus interlocutores. Y además, tiene un lado chic, un lado señorial.
Tenía un sentido innato de lo esencial, sabía mejor que nadie saborear el momento presente. Su credo era "Fuma menos, pero mejor y por más tiempo. Conviértelo en un culto, en una filosofía".

## Filmografía
- L'Art de fumer le cigare par Zino Davidoff, película de François Reichenbach, 1984, producción de Claude Richardet. Edición de vídeo de Proserpina.

- Datos: Q124135
- Multimedia: Zino Davidoff / Q124135